# カリル・リー
カリル・ラシェド・リー（Khalil Rashad Lee, 1998年6月26日 - ）は、 アメリカ合衆国デラウェア州ニューキャッスル郡ニューアーク出身のプロ野球選手（外野手）。左投左打。アメリカ独立リーグ・アトランティックリーグのサザンメリーランド・ブルークラブス所属。

## 経歴

### プロ入りとロイヤルズ傘下時代
2016年のMLBドラフト3巡目（全体103位）でカンザスシティ・ロイヤルズから指名され、プロ入り。なお、契約しない場合はリバティ大学へ進学の予定であった。契約後、傘下のルーキー級アリゾナリーグ・ロイヤルズでプロデビュー。49試合に出場して打率.269、6本塁打、29打点、8盗塁を記録した。
2017年はA級レキシントン・レジェンズでプレーし、121試合に出場して打率.237、12本塁打、61打点、20盗塁を記録した。
2018年はA+級ウィルミントン・ブルーロックスとAA級ノースウエストアーカンソー・ナチュラルズでプレーし、2球団合計で100試合に出場して打率.263、6本塁打、51打点、16盗塁を記録した。オフにはアリゾナ・フォールリーグに参加し、サプライズ・サグアロスに所属した。
2019年はAA級ノースウエストアーカンソーでプレーし、129試合に出場して打率.264、8本塁打、51打点、53盗塁を記録した。
2020年オフの11月20日にルール・ファイブ・ドラフトでの流出を防ぐために40人枠入りした。

### メッツ時代
2021年2月10日にロイヤルズとボストン・レッドソックス、ニューヨーク・メッツの3チーム間でトレードが行われ、ロイヤルズがレッドソックスからアンドリュー・ベニンテンディを、レッドソックスがロイヤルズからフランチー・コルデロと2人の後日発表選手、メッツからジョシュ・ウィンコウスキーと1人の後日発表選手を、メッツがロイヤルズからリーをそれぞれ獲得した。シーズンでは5月12日にメジャー初昇格を果たすも、この時は出場機会が無いまま15日に傘下のAAA級シラキュース・メッツへ降格した。5月17日に再昇格し、同日のアトランタ・ブレーブス戦でメジャーデビュー。6月1日に再びAAA級シラキュースに降格し、以後はシーズン終了まで昇格の機会はなかった。
2022年はAAAシラキュースで開幕を迎えたが、ピート・アロンソとスターリング・マルテの負傷を受けて6月8日にメジャーに昇格。6月11日のロサンゼルス・エンゼルス戦でオリバー・オルテガからMLB初本塁打を打った。この年はメジャーではわずか2試合の出場となったが、AAAシラキュースでは100試合に出場し、打率.211、10本塁打、37打点、14盗塁を記録した。
2023年2月6日にDFAとなり、2月10日にマイナー契約を結び直して残留したが、マイナーでも打率1割台と不調が続き、5月7日に自由契約となった。

### 独立リーグ時代
2023年6月1日、アトランティックリーグのサザンメリーランド・ブルークラブスと契約した。

## プレースタイル・人物
打撃は小柄ながらもパワーを備え、将来的には20本塁打-20盗塁も可能との声もある。守備では強肩が魅力である。
2023年2月1日、首を絞められたり蹴られるなどの暴行を受けたとして、元ガールフレンドから訴訟を起こされたと報道された。

## 詳細情報

### 年度別打撃成績
| 年 度    | 球 団    | 試 合 | 打 席 | 打 数 | 得 点 | 安 打 | 二 塁 打 | 三 塁 打 | 本 塁 打 | 塁 打 | 打 点 | 盗 塁 | 盗 塁 死 | 犠 打 | 犠 飛 | 四 球 | 敬 遠 | 死 球 | 三 振 | 併 殺 打 | 打 率 | 出 塁 率 | 長 打 率 | O P S |
| -------- | -------- | ----- | ----- | ----- | ----- | ----- | -------- | -------- | -------- | ----- | ----- | ----- | -------- | ----- | ----- | ----- | ----- | ----- | ----- | -------- | ----- | -------- | -------- | ----- |
| 2021     | NYM      | 11    | 18    | 18    | 2     | 1     | 1        | 0        | 0        | 2     | 1     | 0     | 0        | 0     | 0     | 0     | 0     | 0     | 13    | 0        | .056  | .056     | .111     | .167  |
| 2022     | NYM      | 2     | 2     | 2     | 1     | 1     | 0        | 0        | 1        | 4     | 3     | 0     | 0        | 0     | 0     | 0     | 0     | 0     | 0     | 0        | .500  | .500     | 2.000    | 2.500 |
| MLB：1年 | MLB：1年 | 13    | 20    | 20    | 3     | 2     | 1        | 0        | 1        | 6     | 4     | 0     | 0        | 0     | 0     | 0     | 0     | 0     | 13    | 0        | .100  | .100     | .300     | .400  |

- 2022年度シーズン終了時

### 年度別守備成績
| 年 度 | 球 団 | 中堅（CF） | 中堅（CF） | 中堅（CF） | 中堅（CF） | 中堅（CF） | 中堅（CF） | 右翼（RF） | 右翼（RF） | 右翼（RF） | 右翼（RF） | 右翼（RF） | 右翼（RF） |
| 年 度 | 球 団 | 試 合      | 刺 殺      | 補 殺      | 失 策      | 併 殺      | 守 備 率   | 試 合      | 刺 殺      | 補 殺      | 失 策      | 併 殺      | 守 備 率   |
| ----- | ----- | ---------- | ---------- | ---------- | ---------- | ---------- | ---------- | ---------- | ---------- | ---------- | ---------- | ---------- | ---------- |
| 2021  | NYM   | -          | -          | -          | -          | -          | -          | 11         | 9          | 0          | 0          | 0          | 1.000      |
| 2022  | NYM   | 2          | 0          | 0          | 0          | 0          | ----       | -          | -          | -          | -          | -          | -          |
| MLB   | MLB   | 2          | 0          | 0          | 0          | 0          | ----       | 11         | 9          | 0          | 0          | 0          | 1.000      |

- 2022年度シーズン終了時

### 背番号
- 26（2021年 - 2022年）